# Charles Santini
Pour les articles homonymes, voir Santini.
Charles Santini, né le 30 avril 1912 à Velone-Orneto et mort le 18 mai 1986 à Paris, est un militaire et résistant français, Compagnon de la Libération. 

## Biographie

### Jeunesse et engagement
Charles Santini naît le 30 avril 1912 à Velone-Orneto, en Haute-Corse. En 1932, à l'âge de vingt ans, il s'engage dans la légion étrangère et est affecté en Algérie, au Maroc puis en Syrie où il se trouve au moment où débute la seconde guerre mondiale.

### Seconde Guerre mondiale
À l'issue de la campagne de Syrie, il décide, le 24 juillet 1941, de s'engager dans les forces françaises libres et rejoint les rangs de la 13e demi-brigade de légion étrangère,. Engagé dans la guerre du désert avec son unité, il s'illustre lors de la bataille de Bir Hakeim en contribuant, le 11 juin 1942, à faire plusieurs prisonniers ennemis,. Après les campagnes d'Afrique du Nord, il participe à la campagne d'Italie à l'issue de laquelle il est promu sergent-chef,.
Il débarque en Provence en août 1944 puis participe à la Libération de la France. Lors de la bataille des Vosges, il se distingue à nouveau le 21 septembre, sur le plateau d'Ornans, en allant récupérer sous le feu ennemi son chef de section blessé. Trois mois plus tard, lors de la bataille d'Alsace, il s'empare d'une position fortifiée, stoppe l'avancée d'une colonne ennemie puis force le passage au travers du barrage de deux mitrailleuses au Hohwald. Avec son régiment, il part ensuite combattre dans le massif de l'Authion et s'y illustre le 14 avril 1945 en menant ses hommes à l'assaut du piton de la Gonella sous le feu ennemi,. Il est alors grièvement blessé à la jambe droite par des éclats d'obus et termine la guerre avec le grade d'adjudant,.

### Après-Guerre
Quittant l'armée après le conflit, il devient ouvrier à la manufacture des tabacs. Charles Santini meurt le 18 mai 1986, à l'hôpital militaire du Val-de-Grace, et est crématisé au cimetière du Père-Lachaise.

## Décorations
|  |  |  |
|  |  |  |
|  |  |  |

| Officier de la Légion d'Honneur                                                            | Officier de la Légion d'Honneur                                                            | Officier de la Légion d'Honneur                                                            | Compagnon de la Libération Par décret du 17 novembre 1945 | Compagnon de la Libération Par décret du 17 novembre 1945 | Compagnon de la Libération Par décret du 17 novembre 1945 | Médaille militaire                                            | Médaille militaire                                            | Médaille militaire                                            |
| Croix de guerre 1939-1945 Avec deux palmes, deux étoiles d'argent et une étoile de bronze  | Croix de guerre 1939-1945 Avec deux palmes, deux étoiles d'argent et une étoile de bronze  | Croix de guerre 1939-1945 Avec deux palmes, deux étoiles d'argent et une étoile de bronze  | Médaille des blessés de guerre                            | Médaille des blessés de guerre                            | Médaille des blessés de guerre                            | Croix du combattant volontaire Avec agrafe "Guerre 1939-1945" | Croix du combattant volontaire Avec agrafe "Guerre 1939-1945" | Croix du combattant volontaire Avec agrafe "Guerre 1939-1945" |
| Médaille coloniale Avec agrafes "Syrie", "Fezzan", "Tripolitaine", "Bir Hakeim" et "Libye" | Médaille coloniale Avec agrafes "Syrie", "Fezzan", "Tripolitaine", "Bir Hakeim" et "Libye" | Médaille coloniale Avec agrafes "Syrie", "Fezzan", "Tripolitaine", "Bir Hakeim" et "Libye" | Médaille commémorative française de la guerre 1939-1945   | Médaille commémorative française de la guerre 1939-1945   | Médaille commémorative française de la guerre 1939-1945   | Médaille commémorative de la campagne d'Italie                | Médaille commémorative de la campagne d'Italie                | Médaille commémorative de la campagne d'Italie                |